# 斜縁神獣鏡

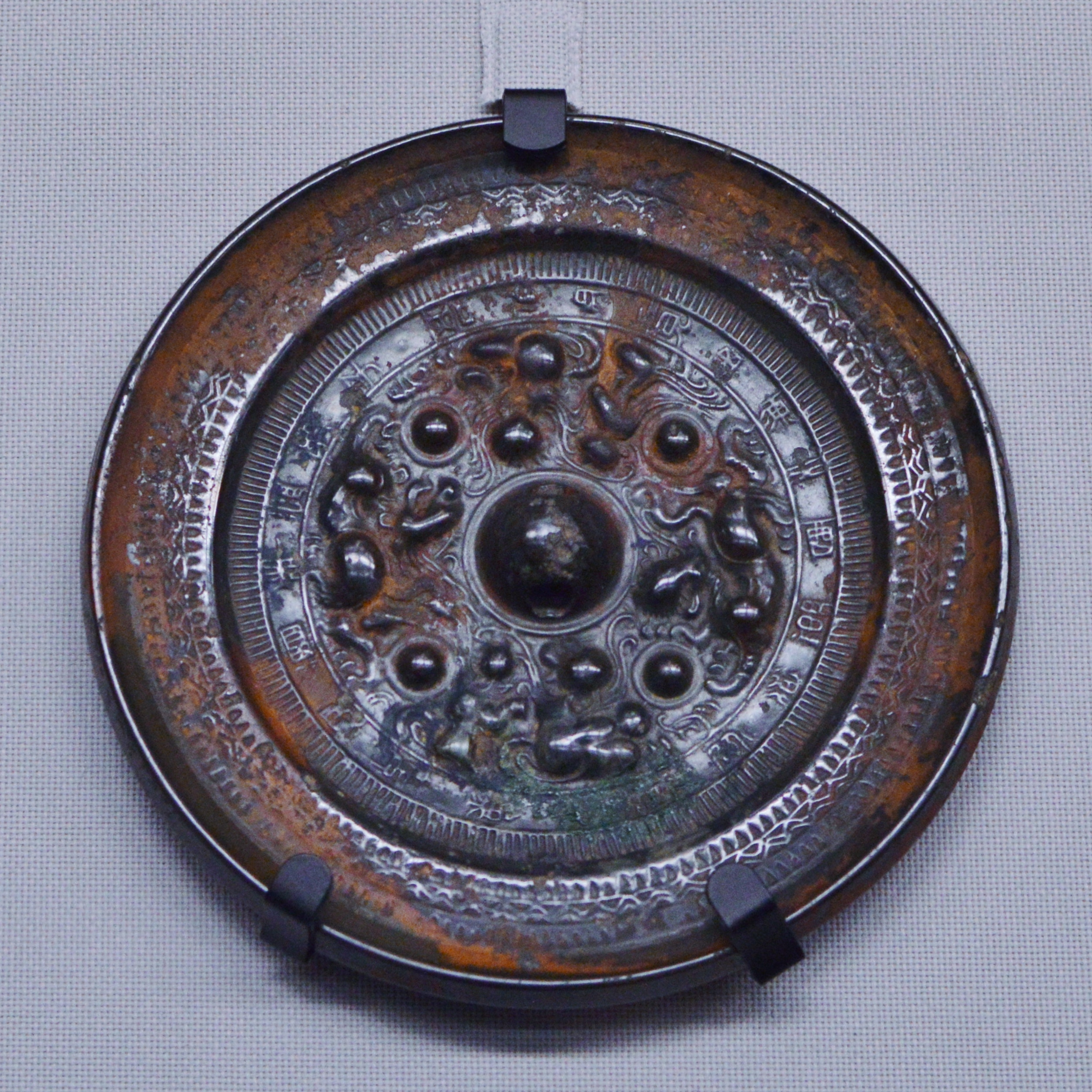
斜縁二神二獣鏡（佐味田宝塚古墳出土）

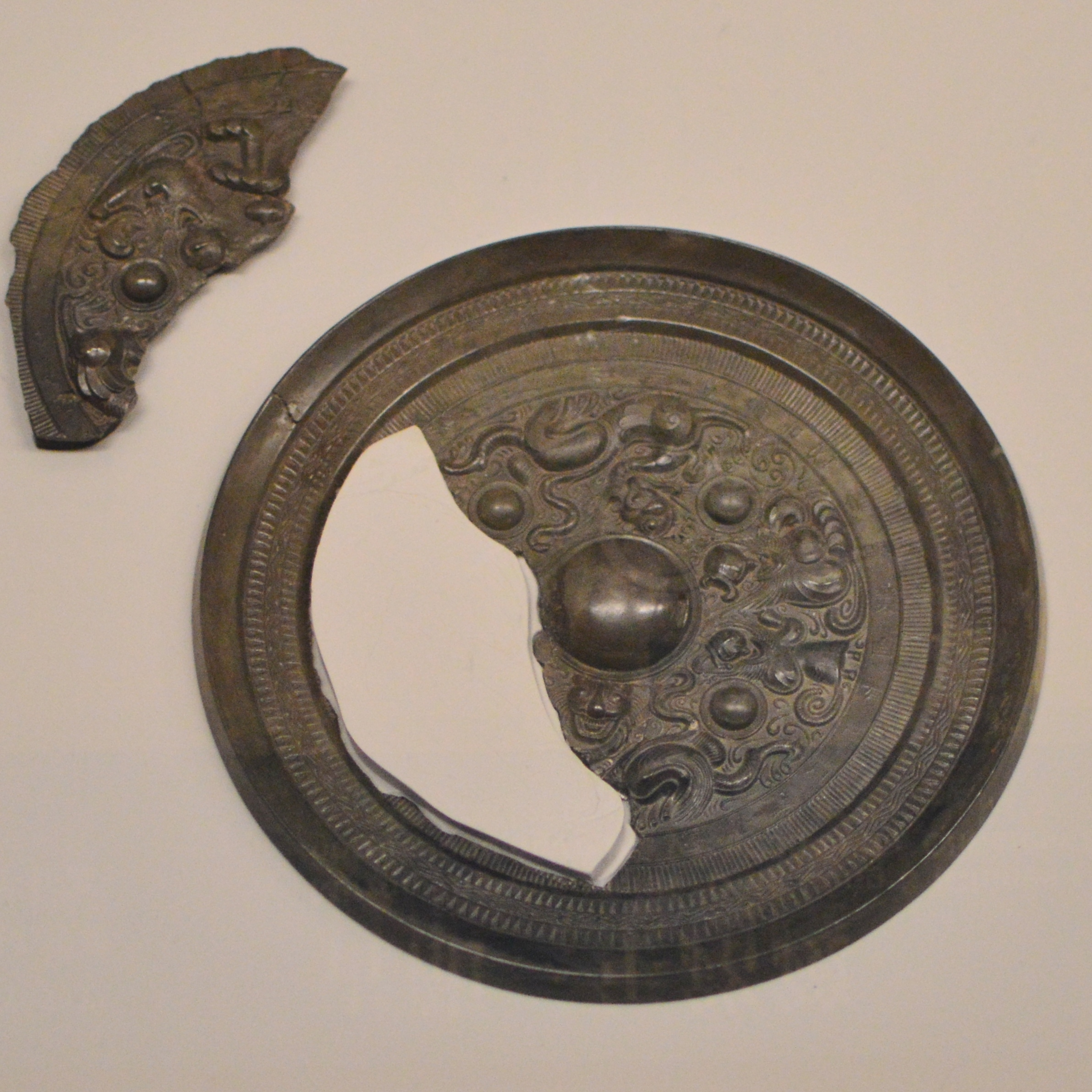
「吾作」銘斜縁二神二獣鏡（安満宮山古墳出土・今城塚古代歴史館）

斜縁神獣鏡（しゃえんしんじゅうきょう）は銅鏡の鏡式のひとつで、緩やかに内側に傾く縁が特徴の神獣鏡である。日本では主に古墳時代前期の古墳から出土する。三角縁神獣鏡に先行する鏡式とする説が多いが、評価は定まっていない。

## 定義
實盛良彦は次のように定義する。
- 内区の主文は乳に区切られ、二神二獣もしくは二神四獣を求心式で配する。二神は侍仙を伴う。
- 銘帯を持ち、外区は鋸歯文+複線波文+鋸歯文が多い。
- 銘文は「吾作明竟」から始まるものが多い。
- 縁は三角縁よりも低く、平縁よりも盛り上がる斜縁である。
- 径は10cmから18cm。
- 最外周に外周突線を持つ。

以上の特徴を持つ鏡は2009年時点で53面確認されており、伝承を含めて出土地が明らかなものは日本国内が43面と最も多い。その分布は近畿地方を中心として山梨から大分まで広く分布する。日本国外では中国の山東省で3面、朝鮮半島の楽浪郡で5面である。

## 研究史
銅鏡研究の最初期において、斜縁神獣鏡は三角縁神獣鏡と区別されていなかった。1897年に三宅米吉は「縁をやや内側に傾けるもの」などと言及するが、1920年には富岡謙蔵は両者を同一のものとして扱った。1926年に後藤守一は縁の断面形状に着目しさらに銘文について類似するものが多いと指摘するが、三角縁神獣鏡と神人龍虎画像鏡に関連する鏡式と分類している。1921年に梅原末治が「縁は三角縁に平縁を加味したるがごとき断面呈す」として三角縁と分けた。さらに梅原は1962年にはこれを「段々と三角縁になったもの」とし、平縁から三角縁への過渡期と考察した。最初に斜縁神獣鏡という名称を用いたのは樋口隆康である。1979年に樋口は後漢鏡の一種として斜縁二神二獣鏡をあげ、外区が複波鋸歯文帯であると定義した。その後に斜縁神獣鏡を型式学的に分類し編年を試みたのが村松洋介と實盛良彦である。

## 評価
馬渕一輝は、同時代の銅鏡の中でも最も評価が定まっていない鏡式としている。
岡村秀典は、後漢の徐州付近で活躍していた袁派が、神獣鏡と画像鏡を折衷して創作した上方系神獣鏡と共通点が多い事を指摘。斜縁神獣鏡を上方系神獣鏡に続く徐州系の漢鏡とし、製作年代を3世紀前半の漢鏡7期第3段階とした。また、一部に弥生時代の特徴である破砕副葬が見られる事から、弥生時代終末期には日本に流入したとしている。實盛は、斜縁神獣鏡を含む類似する鏡式を斜縁鏡群と分類し、そのうち斜縁神獣鏡は、やや遅れて240年頃から265年ごろまで生産された鏡式とした。この頃から、漢鏡の要素を組み合わせて新しい鏡式を創出する「創作模倣」と呼ばれる手法が現れるが、斜縁鏡群も画像鏡と画文帯神獣鏡の要素を組み合わせた創作模倣で、楽浪郡を通して日本に流入した華北東部系の魏鏡としている。森下章司や馬渕一輝は、同向式画文帯神獣鏡と銘文の開始位置や東王公・西王母の表現が類似していることを指摘しており、後漢鏡としている。西川寿勝は、神人龍虎画像鏡の亜種としたうえで、楽浪郡で創作され日本に流入した楽浪鏡としている。
また、三角縁神獣鏡に先行する鏡式と位置付ける専門家も多い。福永伸哉は、斜縁神獣鏡と古相の三角縁神獣鏡に、いわゆる外周突線を呼ばれる特異な共通点があるとし、三角縁神獣鏡より斜縁神獣鏡が先行するとした。楊金平は、斜縁神獣鏡を製作した徐州系の鏡工が日本に渡来して創作したのが三角縁神獣鏡としている。實盛は、卑弥呼が魏から下賜された銅鏡百枚に斜縁神獣鏡が含まれていたと推測し、これを国内で模倣したのが三角縁神獣鏡としている。

## 型式分類
斜縁神獣鏡は大きく2つのグループに分類される。村松洋介は複線波文の違いから前後2期に分類できるとした。しかし、實盛はその2グループの文様や銘文の違いから、製作時期だけでなく製作者集団も異なるとしている。
その上で製作年代については銘文と類似する鏡式からの系譜により推定されている。實盛は第1段階は3世紀前半から生産が始められ、第2段階が3世紀中頃から始まり、西晋期（265年）までは下らないとした。

## ギャラリー

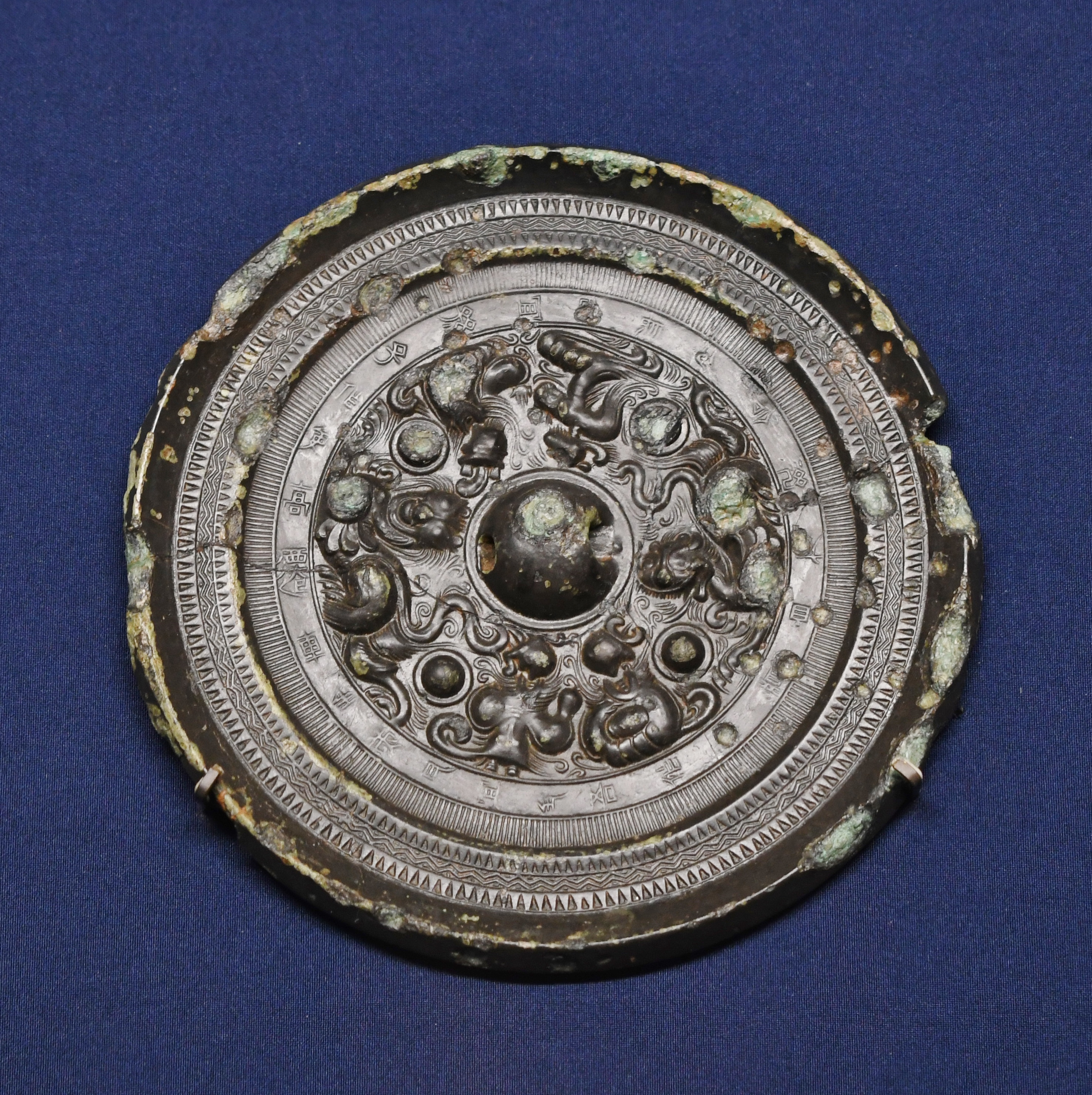
造山3号墳 斜縁神獣鏡 島根県安来市。島根県立古代出雲歴史博物館展示。